# ميسلون (الرقة)
ميسلون قرية سورية تتبع ناحية مركز الرقة في منطقة مركز الرقة في محافظة الرقة. بلغ عدد سكانها 1766 نسمة في عام 2004 حسب إحصاء المكتب المركزي للإحصاء.